# Straupitz
Straupitz là một đô thị thuộc huyện Dahme-Spreewald, bang Brandenburg, Đức. Đô thị Straupitz có diện tích 21,64 km², dân số thời điểm 31 tháng 12 năm 2006 là 1042 người.